# Home de Java
Home de Java (Homo erectus erectus) és el nom donat als fòssils descoberts el 1891 a Trinil, Regència Ngawi, a la vora del riu Solo a Java Oriental, Indonèsia, un dels primers exemplars coneguts d'Homo erectus. També es coneix com a pitecantrop, pel nom científic que li donà el seu descobridor, Eugène Dubois, el qual nom deriva d'arrels gregues i llatines i significa 'humà-mico dreçat'. Eugène el va batejar com a Anthropopithecus erectus (1892-1893) per després rebatejar-lo com a Pithecanthropus erectus (1893-1894).

## Descobriment
La teoria de la creació recent de l'ésser humà es va posar en dubte amb el descobriment d'eines al costat de restes fòssils d'animals extints com el mamut, i a mitjans de segle xix, nombroses descobertes feien evident que l'ésser humà vivia a la terra des de molt antic. Quan Darwin va publicar L'origen de les espècies (1859), no s'havien trobat encara restes d'ancestres humans i va predir que Àfrica era l'origen de l'ésser humà, però Ernst Haeckel va proposar que es trobaria a les Índies Orientals Holandeses, d'on prové l'orangutan. Charles Lyell va publicar en 1963 Antiquity of men i va popularitzar el tema de la prehistòria, i Thomas Henry Huxley organitzava seccions d'anatomia comparada en què es comparaven cranis de simis i humans amb diferents graus de desenvolupament. Amb L'origen de l'home, i la selecció en relació al sexe, publicat el 1871, Charles Robert Darwin va oferir nombroses proves que situaven l'ésser humà com una espècie més del regne animal, 
El naturalista neerlandès Eugène Dubois creia, com Haeckel, que l'origen de l'ésser humà era a les Índies Orientals i en 1887 va anar a Sumatra, a les Índies Orientals Neerlandeses, amb la seva dona i fill per fer de metge militar. A Sumatra hi va explorar coves on va trobar restes fòssils fauna immemorial, i els descobriments van fer que les autoritats colonials el posessin al capdavant d'un equip de recerca que incloïa excavadors convictes. Aviat es va veure que a Sumatra només hi havia relíquies de mamífers i el 1890 Dubois es va traslladar a Java, on s'havien produït troballes notables del Quaternari, el període que interessava al rastrejador d'homínids. Les cavernes locals, sense cap resultat, i va començar a practicar prospeccions a cel obert, temptejant els marges del riu Solo, on els camperols s'havien topat més d'una vegada amb restes prehistòriques.

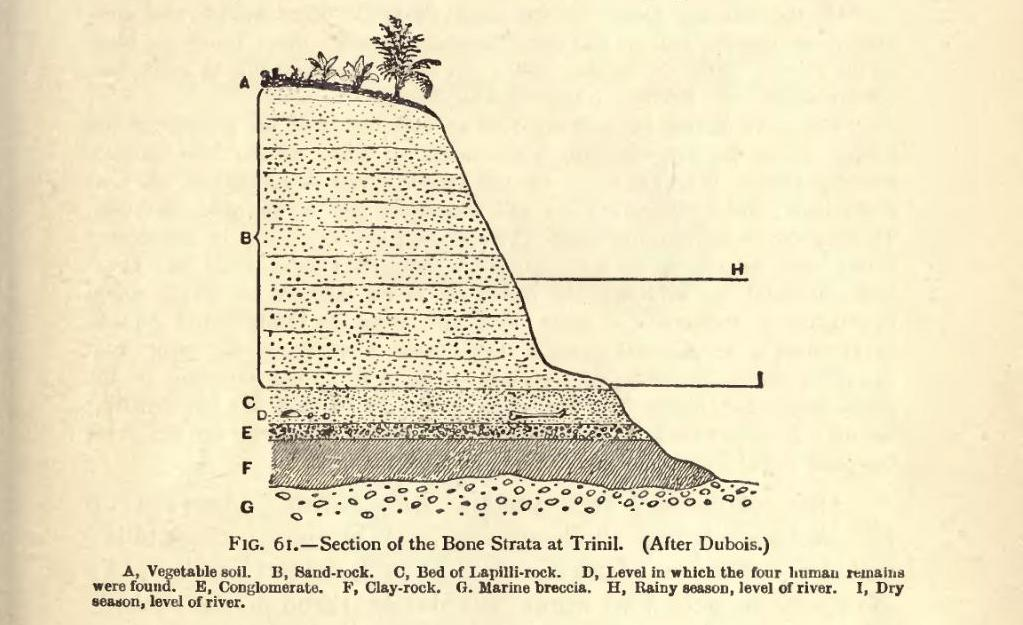
Secció dels estrats de la troballa de Trinil

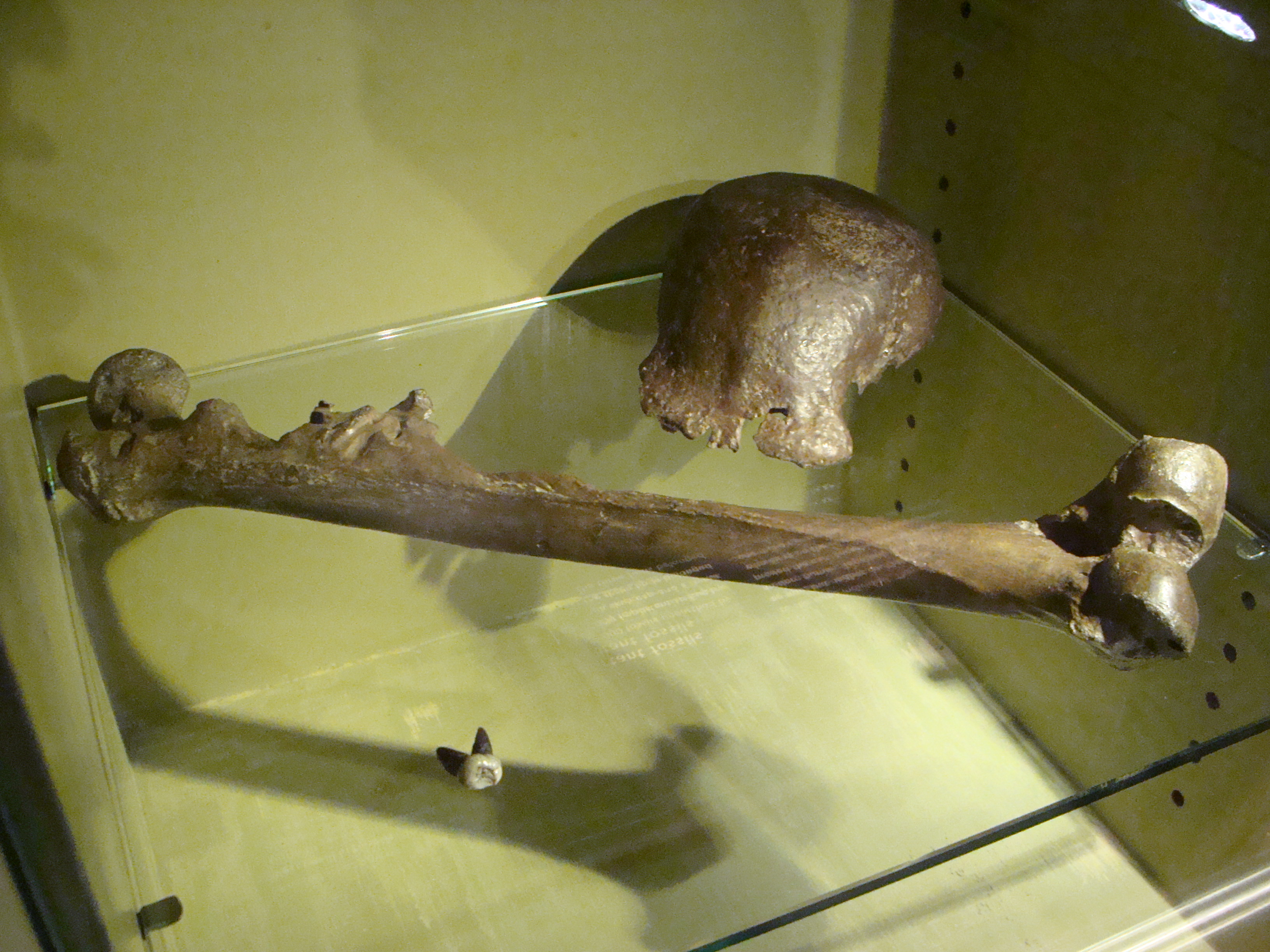
Fòssils de l'Home de Java trobats per l'equip d'Eugène Dubois

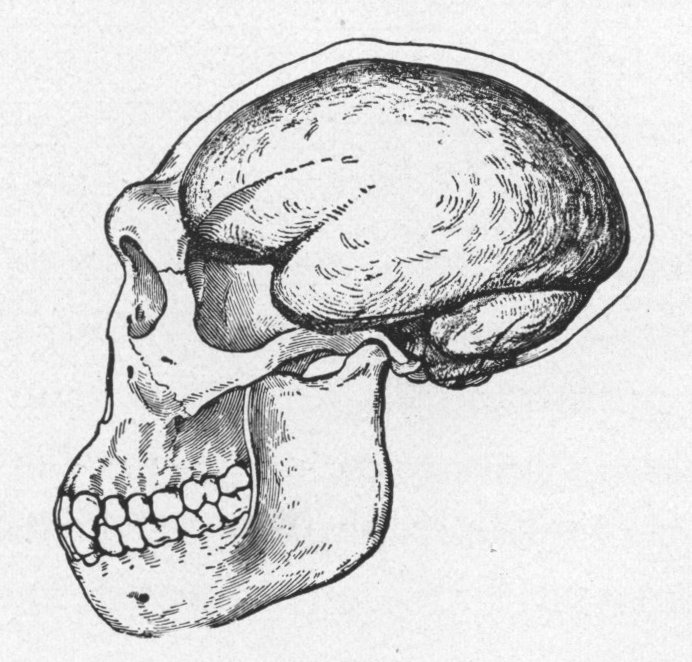
Il·lustració del crani d'un ésser humà de Java segons la reconstrucció de James Howard McGregor, que mostra el front baix i en retirada i les crestes prominents de les celles.

Entre 1891 i 1892 Dubois va trobar a prop de Trinil, a Java central, una volta cranial, una mandíbula inferior, tres molars i un fèmur esquerre d'un humanoide més primitiu que l'home de Neandertal. Les restes es van trobar escampades en terreny al·luvial, fet que posa en dubte que pertanyin a un sol individu. El descobriment i la seva publicació va provocar expectació i discussió entre zoòlegs i anatomistes a Europa i Amèrica, i va tornar a Europa per al seu estudi.
Dubois va deixar que diversos científics examinessin els fòssils en una sèrie de conferències celebrades a Europa a la dècada de 1890, i menys de deu anys després de 1891, s'havien publicat gairebé vuitanta llibres o articles sobre les troballes de Dubois. Pocs científics van acceptar que l'home de Java fos una forma de transició entre simis i humans. Alguns van considerar-los com a simis, altres com a humans moderns, i molts altres van considerar-lo com una branca lateral extinta de l'evolució dels éssers humans no relacionada amb els humans moderns.
Dubois mai no va acceptar que els fòssils que va trobar a Trinil poguessin relacionar-se com una mateixa espècie o forma humana amb els de Trinil i Sangiran. També Dubois havia trobat dues calaveres òbviament humanes a 100 km a Wadjak un jaciment de datat dubtós calculat en 50 000 anys d'antiguitat, que actualment es consideren més recents. Els detractors de l'evolució van acusar Dubois d'ocultar aquesta informació per donar més credibilitat als seus altres descobriments. Noves proves sobre la fauna del mateix estrat marquen que aquests cranis -anomenats Wadjak 1 i 2- són de l'Holocè, cosa que els desvincula completament d'Homo erectus.
Fins que es va descobrir a Sud-àfrica el 1924 el Nen de Taung, les restes d'un Australopithecus africanus de 2,8 milions d'anys, els descobriments de Dubois i Koenigswald van ser les restes d'homínids més antigues que s'havien trobat. Alguns científics de l'època van suggerir que l'home Java de Dubois era una forma intermèdia potencial entre els humans moderns i l'ancestre comú que compartim amb els altres grans simis. El consens actual dels antropòlegs és que els avantpassats directes dels humans moderns eren poblacions africanes d'Homo erectus (Homo ergaster), més que les poblacions asiàtiques de la mateixa espècie exemplificades per l'home de Java i l'home de Pequín.
Després del descobriment de l'home de Java, Gustav Heinrich Ralph von Koenigswald va recuperar altres fòssils humans primerencs a Java: entre 1931 i 1933 fòssils de Homo erectus soloensis en jaciments al llarg del riu Bengawan Solo, entre ells diversos casquets cranials i fragments cranials, i el 1936 va descobrir un casquet jove conegut com el nen de Mojokerto a Java oriental, que va anomenar Pithecanthropus modjokertensis, però Dubois va protestar que Pithecanthropus no era un humà. També va fer diversos descobriments a Sangiran entre 1936 i 1941, que el van convèncer que tots aquests cranis pertanyien als primers humans. Dubois es va negar a reconèixer la similitud, però Ralph von Koenigswald i Franz Weidenreich van comparar els fòssils de Java i Zhoukoudian i van concloure que l'home de Java i l'Home de Pequín estaven estretament relacionats.
Basant-se en els treballs de Weidenreich, que va suggerir que Pithecanthropus erectus i Sinanthropus pekinensis estaven relacionats mitjançant encreuaments, el biòleg alemany Ernst Mayr en 1950 va reclassificar Sinanthropus i Pithecanthropus, i també Plesianthropus, Paranthropus, Javanthropus i diversos altres gèneres com a sinònims, entenent que tots els avantpassats humans formaven part d'un sol gènere (Homo), i afirmant que només una espècie d'home va existir a la terra en qualsevol moment, provocant una revolució en la taxonomia, i la proposta de l'evolució humana va ser ràpidament acceptada, donant forma a la paleoantropologia a la dècada de 1950, que va perdurar fins a la dècada de 1970 quan Australopithecus africanus va ser acceptat en l'arbre evolutiu humà.

## Datació
Homo erectus va habitar la Terra entre uns 2 milions d'anys i 400.000 anys enrere, vivint especialment a Àsia i possiblement també a Europa, i va arribar a Euràsia fa aproximadament 1,8 milions d'anys, en un esdeveniment considerat com el primer èxode africà. Hi ha proves que la població de Java de Homo erectus vivia en un hàbitat forestal sempre humit semblant a una sabana inundada regularment. Les plantes trobades al lloc d'excavació de Trinil incloïen herba (Poaceae), falgueres, Ficus i Indigofera, que són típiques de la selva tropical de les terres baixes.
Fa uns 400.000 anys, l'Homo erectus pràcticament va desaparèixer tret d'un lloc anomenat Ngandong, a Java, al continent asiàtic. Els exemplars més recents són els Homo erectus soloensis trobats al llarg del riu Solo a Java, que tenen entre 117.000 i 108.000 anys, i coincideixen amb l'inici d'una era interglacial. No van coincidir en el temps amb Homo sapiens, però podrien haver-ho fet amb els hominins de Deníssova.
El fòssil principal de l'home de Java, el casquet catalogat com a Trinil 2, s'ha datat bioestratigràficament, correlacionant-lo amb un grup d'animals fossilitzats que es troben a prop del mateix horitzó geològic i comparat amb conjunts d'altres capes i classificats cronològicament. Gustav Heinrich Ralph von Koenigswald va assignar per primera vegada l'home de Java a la fauna de Trinil, un conjunt faunístic que va compondre a partir de diversos llocs javanesos i va concloure que el casquet tenia uns 700.000 anys d'antiguitat, per tant datava del començament del Plistocè mitjà.
Nous mètodes de datació suggereixen que el Homo erectus de Java és molt anterior al prèviament establert i que té uns 1,8 milions d'anys d'antiguitat.
Les restes es troben, juntament amb altres fòssils de l'excavació, al Centre de Biodiversitat Naturalis.

## Característiques

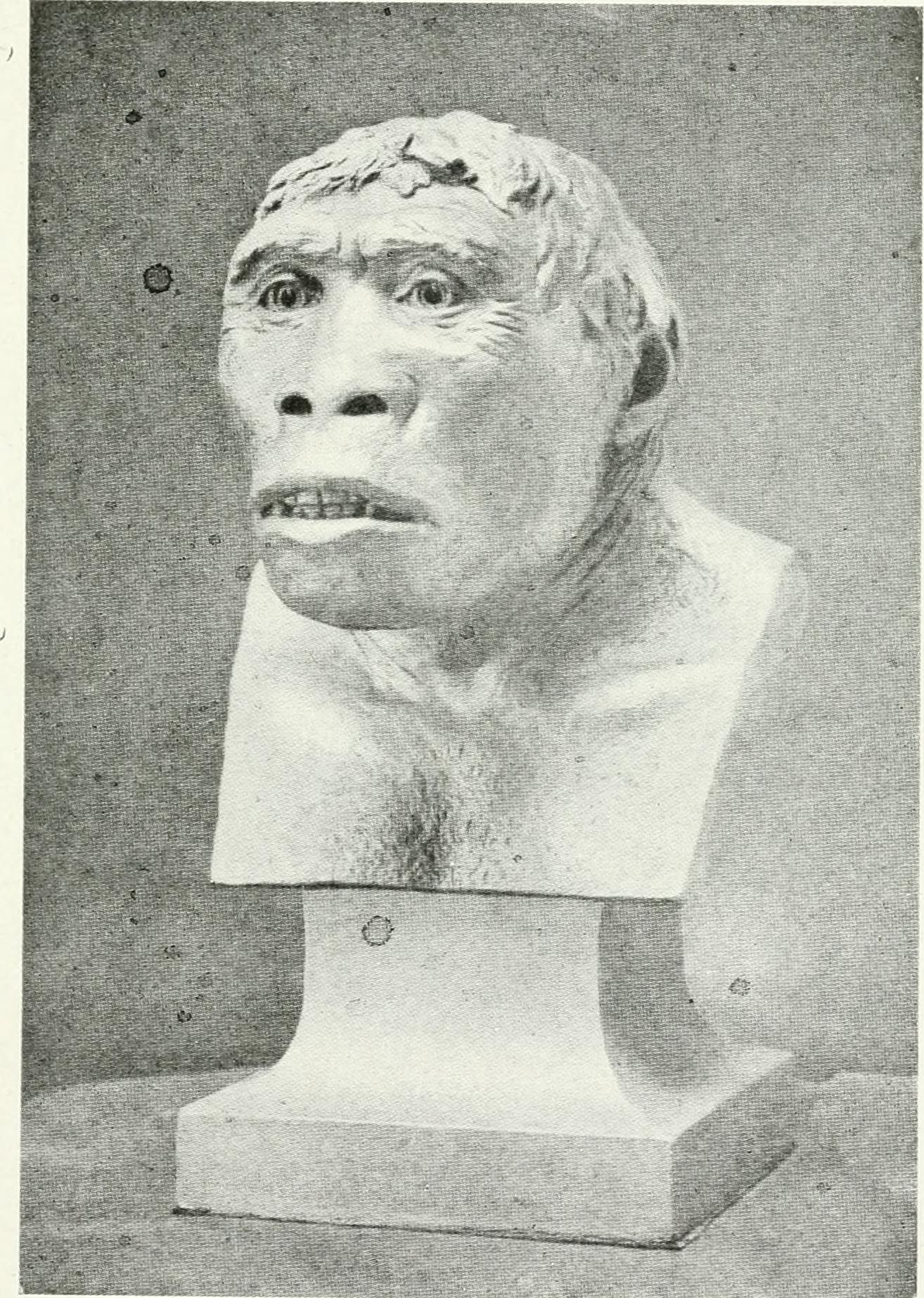
Recreació de James Howard McGregor de l'Home de Java, dins de la seva sèrie de bustos preistòrics recreats a principis de segle XX

Tenia una capacitat cranial d'uns 940 ml, intermèdia entre els 1200-1500 de l'home modern i els 600 ml del goril·la. L'home de Java posseïa la porció de cervell que controla el llenguatge, encara que s'ignora si efectivament parlava. El cervell de l'home de Java era molt més gran i amb un nombre més gran de circumvolucions que el de qualsevol dels micos primitius o vivents, i tenia més característiques humanes que simiesques, però era menor que la dels exemplars posteriors d'Homo erectus.
El fèmur és més gruixut que el d'un ésser humà modern, cosa que indica que corria. El crani es caracteritzava per tenir ossos gruixuts i un front que es retirava. Les grans dents feien que la mandíbula fos gran i sobresurt, amb els llavis inferiors sobresortint al marge inferior de la mandíbula, i les celles eren rectes i grans. Tenia dents semblants a humanes amb grans canins. L'home de Java adult mesurava al voltant d'1,70 metres, pesava prop de 70 quilograms i caminava en posició erecta. Possiblement es desplaçava en petits grups familiars, vivia en cavernes i caçava en els boscos.
A jutjar pels aspectes anatòmics i arqueològics, així com pel paper ecològic de l'home de Java, la carn dels vertebrats era probablement una part important de la seva dieta. L'home de Java, com altres Homo erectus, era probablement una espècie rara. Hi ha proves que l'home de Java utilitzava eines de closca per tallar carn. La dispersió de l'home de Java pel sud-est asiàtic coincideix amb l'extinció de la tortuga gegant megalochelys, possiblement a causa de la caça excessiva, ja que la tortuga hauria estat un objectiu fàcil i lent que podria haver estat emmagatzemat durant força temps.
Els Homo erectus utilitzaven el foc de manera sistemàtica, i la posició dels ossos dels animals calcinats dona informació per determinar que van ser rostits i menjats a l'interior de la cova. El domini del foc va ser un avanç crucial per a la humanitat, a banda de la cocció dels aliments, en facilitar la reunió al voltant d'una foguera, fet que va estimular una major comunicació i cohesió social i va ajudar a estructurar grups més complexos.